# كأس السوبر البرتغالي 2003
كأس السوبر البرتغالي 2003 كانت مباراة كرة قدم لعبت بتاريخ 10 أغسطس، 2003 بين نادي بورتو ونادي يو دي ليريا. وأنتهت المباراة بفوز نادي بورتو بنتيجة 1-0.

## البطل
| الفائز بكأس السوبر البرتغالي 2003 بورتو اللقب الثالث عشر |